# Francesc Virgili i Claret
Francesc Virgili i Claret fou un compositor català que va contribuir a les composicions de música de cambra. Compositor català actiu entre finals del segle xix i principis del XX. L’única obra coneguda fins al present d’aquest autor es conserva al Fons musical de la catedral-basílica del Sant Esperit de Terrassa (TerC), es tracta d’un himne a la Verge per a 1 veu i piano «Para cantarse en el Oratorio de los baños / del / remedio / Propiedad de Dña Carmen Palet Vda de Tárrega / Caldas de Montbuy 27 de Agosto 1895», tal com consta en el títol original del manuscrit.